# Jacqueline van Ommeren

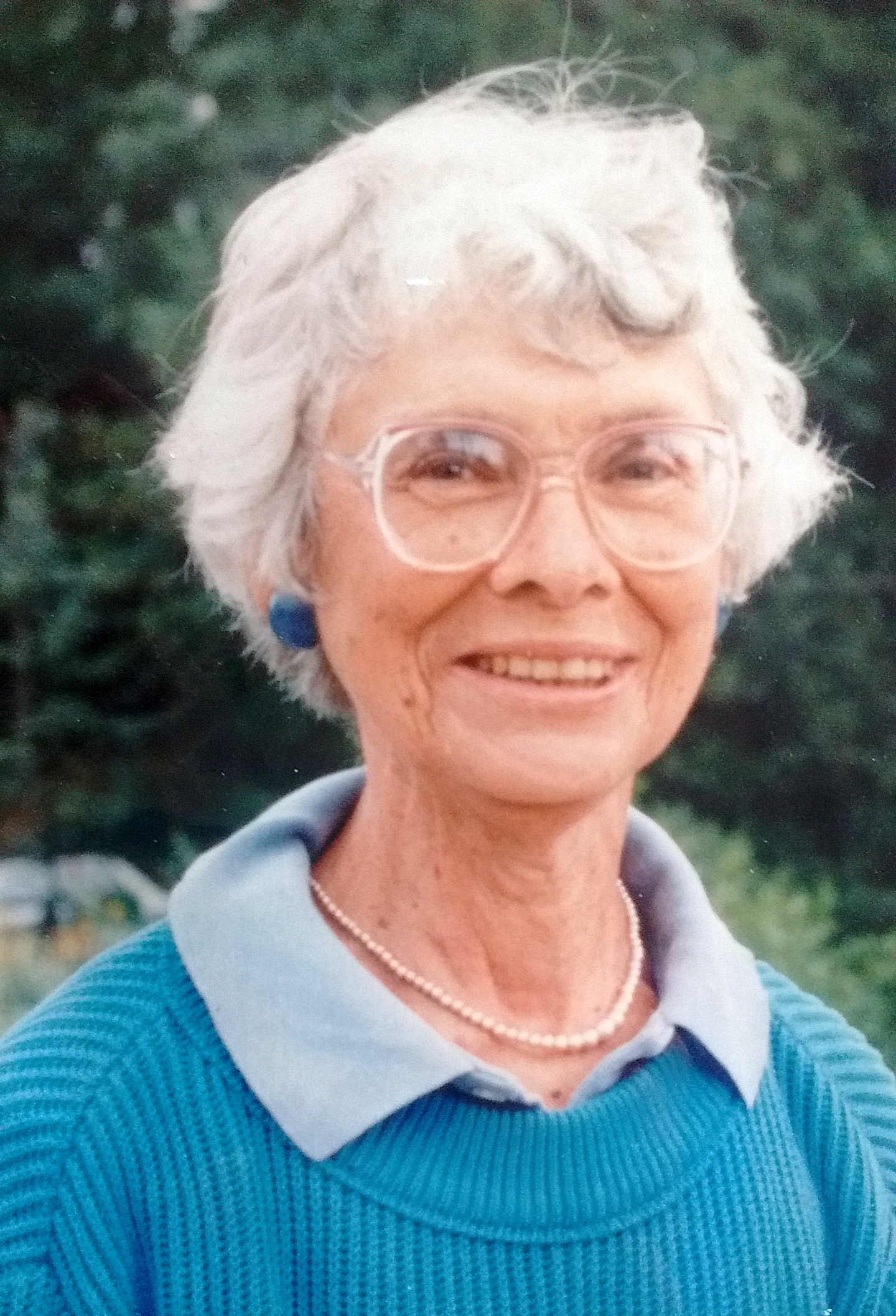
Jacqueline (Mia) van Ommeren

Marie Jacqueline Rijk van Ommeren of Jacqueline van Ommeren (Paramaribo, 28 januari 1916 - Bruchem, 4 december 1989) was een Nederlands psychologe met speciale interesse in onderwijs. Ze schreef twaalf boeken over onderwijs en onderwijspsychologie, waarvan twee in het Engels.

## Biografie
Jacqueline van Ommeren werd geboren als dochter van Harry Johan van Ommeren (1878-1923), journalist, eigenaar van de socialistische krant 'Suriname', sociaaldemocratisch politicus, en Jacqueline Marianna Wijnschenk, opgeleid tot onderwijzeres.
In 1925 emigreerde Van Ommeren naar Nederland nadat haar vader in 1923 overleden was. In 1935 behaalde ze het diploma gymnasium A van het Gemeentelijk Lyceum Den Haag en in 1936 kreeg ze een Onderwijsakte.
Haar broers maakten deel uit van de verzetsgroep Rijk van Ommeren tijdens de Tweede Wereldoorlog, en haar moeder had Joodse onderduikers in huis wat werd verraden. Zelf waren ze van zeer gemengde komaf, maar ook Joods. Drie van haar broers werden opgepakt. Ze heeft een broer vrij weten te krijgen, de andere twee zijn vermoord. De verzetsgroep is geëerd met de Rijk van Ommerenbrug in wijk Leidschenveen in Den Haag.
In 1941 heeft ze de Vereniging van Studenten in de Psychologie te Amsterdam opgericht.
In 1947 is ze afgestudeerd als psycholoog aan de Universiteit van Amsterdam.
Ze is enige jaren werkzaam als kinderpsycholoog bij het Medisch Opvoedkundig Bureau, gaf les aan de Montessorikweekschool te Leiden en begint een eigen praktijk als psychoanalyticus. Daarnaast is ze lid van het Psychoanalytisch Instituut.
Ze stopt met de analytische praktijk in 1962 omdat ze het niet meer eens is met de elitaire, paternalistische visie en eenzijdig talige benadering van de psychoanalyse. Ze ontwikkelt een meer holistische behandelmethode waarin respect voor de eigen wijsheid van de mens doorklinkt.
In 1966 wordt haar eerste boek gepubliceerd, Ik en mijn Wereld, bij Uitgeverij L.J.C. Boucher in Den Haag.
Hierna verschuift haar focus naar (jonge) kinderen en onderwijs.

Van 1972 tot 1977 verblijft ze in het Caraïbisch gebied om te werken aan de vernieuwing van het onderwijs in Suriname. Het is haar bedoeling dat Suriname na de onafhankelijkheid eigen onderwijs ontwikkelt. Om dit onderwijs breed te kunnen ontwikkelen wordt de ‘De Surinaamse Bibliotheekʼ opgericht. 
Uit de statuten van 'De Surinaamse Bibliotheek':
"Zij beoogt de uitgaven van werken die op alle gebieden kunnen bijdragen tot vernieuwingen in Suriname. Deze vernieuwingen moeten de ontwikkeling van land en bevolking naar eigen aard en met gebruik van de eigen mogelijkheden en middelen bevorderen.

Hierdoor zal Suriname zich een eigen, inspirerende plaats in de samenleving der volkeren kunnen verwerven en de Surinamer zal zich bewust worden van de eigen waarde en betekenis als Surinamer." 
In 1973-1974 start ze een proefklas op Aruba.
Ze krijgt toestemming om haar ideeën te testen in de 1e klas van Marijke Sluijter, op de Benildeschool in San Nicolas. Het is onderwijs waarin kinderen in verbinding met zichzelf, de ander en de wereld hun eigen leerweg gaan, de scheppende kracht van de zich ontwikkelende mens is het uitgangspunt.
Het script wordt door een inspecteur van het onderwijs verspreidt in Suriname en is nog jaren verplichte literatuur op de pedagogische academie in Paramaribo.
Ze schrijft in die jaren meerdere boeken en geschriften:
- Vernieuw het land, vernieuw het onderwijs, 1973. Uitgeverij D.A.G.[6]
- Bevrijd de dommen van hun domheid, 1974. Uitgeverij VACO in Paramaribo.
- Groei naar eigen identiteit, 1978. Uitgeverij VACO in Paramaribo.
- Kind en Taal deel I en II, 1977. Uitgeverij VACO in Paramaribo.
- De wereld in de Kleuterschool, 1977. Uitgeverij Wereldvenster in Baarn.

Na 1977 werd het voor haar in Suriname te gevaarlijk. De strijd om de macht na de onafhankelijkheid had het voor veel vooraanstaande Surinamers onmogelijk gemaakt om te blijven. Ze vertrok weer naar Nederland waar zij zich inzette voor jonge Surinaamse moeders. Intussen werkte zij samen met Marijke Sluijter door aan het verder uitwerken van het handboek voor vernieuwend onderwijs.
In 1986 droeg zij bij aan de oprichting van Mi Oso Es Mi Kas, het tienermoedercentrum (Bijlmermeer) waar jonge moeders werden gestimuleerd om door te leren en goed voor hun kinderen te zorgen. Het tienermoedercentrum sloot in 2007.
Van 1982 tot 1986 gaf ze creatieve therapie aan Surinaamse en Antilliaanse jongeren via de residentiële hulpverlening Paloeloe.
In 1990 wordt het handboek voor vernieuwend onderwijs in het Engels vertaald en verspreid in India en Siberië waar Marijke Sluijter workshops over deze visie op onderwijs gaf aan leerkrachten van kinderen in zeer uiteenlopende omstandigheden als straatkinderen, dorpsscholen, scholen in de internationale community Auroville en staatsscholen.
In 1994 wordt dit werk door Marijke Sluijter uitgebreid als leidraad voor het ontwerpen van zelfbewust en 'scheppend' onderwijs. Het is uitgegeven als Educreation, hoe kinderen leren spreken, rekenen, schrijven en lezen in verbinding met zichzelf, de ander en de wereld.
In 2012 richtte E.A.S.T. in Paramaribo ALiVE op, een school met als doelstelling het bevorderen van verbondenheid. De staf laat zich inspireren door de visie van Jacqueline van Ommeren.
In 2020 zijn er in Suriname en Nederland enkele scholen die Educreation als uitgangspunt voor hun curriculum nemen en wordt er gewerkt aan een vernieuwde versie. In 2018 nam basisschool De Buitenhoeve in Eesveen Educreation op in het curriculum.